# Pierre Bellon
Pierre Bellon (24 de enero de 1930 - 31 de enero de 2022) fue un empresario multimillonario francés, fundador de Sodexo, una empresa multinacional de gestión de instalaciones y servicios alimentarios.

## Carrera
Bellon se incorporó a la Société d'exploitations hôtelières, aériennes, maritimes et terrestres en 1958. Comenzó como asistente administrativo y ascendió hasta convertirse en director ejecutivo de la empresa.
En 1966 fundó Sodexho SA (rebautizada como Sodexo en 2008). Sodexo suministra una variedad de servicios auxiliares para miles de instituciones, incluidas escuelas, hospitales, centros de retiro, oficinas corporativas y gubernamentales, fuerzas armadas, instalaciones recreativas e instituciones correccionales. Sodexo es una empresa que cotiza en bolsa en las bolsas de Nueva York y París.
Bellon renunció al puesto de director ejecutivo del grupo Sodexo en 2005, pero continuó como presidente de la empresa hasta enero de 2016, cuando su hija Sophie Bellon lo sucedió como presidenta.
Su autobiografía se titula Je me suis bien amusé. Sodexho raconte....
Pierre Bellon obtuvo un título de HEC Paris.